# Chizuru Kagura
Chizuru Kagura (神楽ちづる Kagura Chizuru?) es uno de los personajes más importantes de la saga de videojuegos de The King of Fighters de SNK.
Su primera aparición fue como subjefe en The King of Fighters '96 y posteriormente ha realizado apariciones esporádicas, siendo jugable en diversas entregas.

## Historia
Chizuru perteneciente al clan Yata y es la guardiana encargada de custodiar el sello de Orochi. El clan Yata junto con el clan Kusanagi y el clan Yasakani (más tarde llamados Yagami) se encargaron de sellar el poder Orochi mil ochocientos años atrás.
El clan Yata adoptó el nombre Kagura para mantenerse ocultos de los seguidores de Orochi. Su papel en la historia es tan importante como la de Kusanagi y Yagami.
En su primera aparición, en KOF'96, se presentó como la organizadora del evento, con el motivo de reunir a los descendientes de las familias que sellaron el malvado poder de Orochi, ya que los seguidores de este, el Orochi Hakketsushu (o Hakkeshu en la versión internacional), planean despertarlo. Al final de este torneo, los tres clanes derrotan a Leopold Goenitz, uno de los llamados cuatro reyes celestiales del Orochi Hakketsushu.
En el torneo siguiente, Chizuru vuelve a unirse a Kusanagi Kyo y Yagami Iori para vencer al New Face Team (Yashiro, Chris y Shermie) quienes resultan ser los otros tres reyes celestiales. Sin embargo, Orochi logra manifestarse en el cuerpo de Chris. Kyo e Iori logran asestarle un golpe fatal a Orochi debilitándolo lo suficiente como para que Chizuru vuelva a sellarlo.
Después de eso, Chizuru decide salirse del torneo, ya que su única misión era sellar a Orochi y ya no tenía caso seguir participando por lo que vuelve a su templo, desde donde dirige la gran empresa Kagura.
En el torneo de 2003, Chizuru reaparece siendo controlada por Botan. Al terminar el torneo con la derrota de Mukai, aparece Ash Crimson para tomar por sorpresa a Chizuru y arrebatarle el espejo Yata y con él sus poderes.
Más adelante, Chizuru, al ser incapaz de usar los poderes Yata, pide a Shingo Yabuki juntar a Kyo e Iori en un nuevo equipo para participar en el KOF XI.
Recientemente SNK dio a conocer detalles de la nueva película en acción real basada en la serie de videojuegos: The King of Fighters (película), donde Chizuru es interpretada por Francoise Yip.

## Apariciones en KOF
- The King of Fighters '96
- The King of Fighters '97
- The King of Fighters '98
- The King of Fighters 2000 - Contraparte de Mai Shiranui.
- The King of Fighters 98 Ultimate Match
- King of fighters 2002 UM - Aparece como un cameo en un escenario.
- The King of Fighters 2003
- The King of Fighters XIII - Cameo en modo Historia
- The King of Fighters XIV - Ending del Yagami Team
- The King of Fighters XV

## Curiosidades
- Chizuru también aparece en The King of Fighters 2000, como compañera de Mai Shiranui (en modo striker).
- Chizuru es la más serena en el grupo de los Tres tesoros Sagrados, y además, es la que mantiene el equilibrio entre Kusanagi y Yagami.
- Chizuru tiene una hermana gemela llamada Maki Kagura, sin embargo, aunque su hermana era más fuerte, fue asesinada por Goenitz en su intento de derrotar al descendiente del clan Yata para así liberar a Orochi.
- La Maki Kagura que aparece con Chizuru al final de KOF 2003, es una imagen hecha por Chizuru con el espejo Yata.
- La voz original de Chizuru fue interpretada por Akiko Saito. Por motivos desconocidos SNK Playmore la cambió por Yukiko Sugawa en el KOF 2003, apostando a que nadie lo notaría dada la similitud de sus voces.
- Los movimientos de combate de Chizuru asemejan a los bailes tradicionales japoneses.
- Originalmente Chizuru Kagura estaba destinada a ser uno de los personajes de The King of Fighters XI, pero según la historia, pierde sus poderes y Shingo la reemplazar